# اسحاق کور
ربی اسحاق سگی نهور (רַבִּי יִצְחַק סַגִּי נְהוֹר) که معمولاً به نام اسحاق کور شناخته می‌شود یک کابالیست معروف بود که در قرن دوازدهم میلادی در فرانسه زندگی می‌کرد. بعضی اعتقاد دارند که او نویسنده کتاب کابالایی بهیر است. ولیکن بعضی دیگر نظیر گرشوم شولم این ادعا را غلط می‌دانند. او پسر کابالیست معروف آبراهام بن دیوید پاسکراس بود. کتاب بهیر برای اولین بار در سال ۱۲۰۰ میلادی در فرانسه پدیدار شد. حتی اگر این کتاب به صورت کامل توسط اسحاق کور نوشته نشده باشد بسیاری از مطالب آن از نوشته‌های الهام گرفته شده‌است.

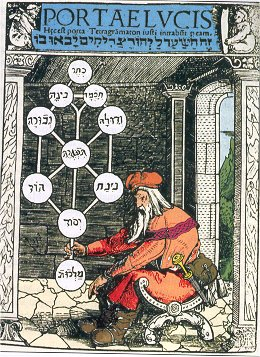
تصویری که معمولاً به عنوان اسحاق کور شناخته می‌شود.

## دیدگاه‌ها
اسحاق کور اعتقاد داشت که سفیروتها در درخت زندگی در مفهوم بینهایت عین سوف ریشه دارند. او اعتقاد داشت اولین فرم عین سوف مخشاوا (فکر الهی) است.
بقیه سفیروتها از این تفکر الهی ناشی شده‌اند. موجودات این دنیا بعد مادی سفیروتها هستند که در مرحله پایینتری از حقیقت هستند. مهمترین شاگرد اسحاق کور عزریل بود.